# 卡布斯·本·赛义德·阿勒赛义德
卡布斯·本·賽義德·阿勒赛义德（阿拉伯语：‎，1940年11月18日—2020年1月10日），前任阿曼苏丹，阿曼賽義德王朝的第14代君主。卡布斯自1970年起统治阿曼，是在任时间最长的阿拉伯国家元首。2020年1月10日，阿曼国家通讯社发布消息称苏丹駕崩。

## 早年岁月
卡布斯于1940年11月18日生於阿曼佐法爾省首府塞拉莱，父亲是赛义德·本·泰穆爾（Said Bin Taimur）。卡布斯的童年在塞拉莱度过，他被禁止玩遊戲，不准和他人进行無關學習的談話，并不得前往海边。1956年卡布斯满16歲時，被送往英國的私立學院就讀5年，這段期間他學會了騎術，並養成了對古典音樂的興趣。1962年，他從英國桑赫斯特皇家军事学院畢業，成為英國陸軍步槍隊的軍官，並在西德服役1年。
卡布斯在英国留学的经历，使其深受西方的影响，1964年回国后，卡布斯的父亲不能容忍其进步观念，因此将他软禁在宫中长达6年。1970年7月23日，在英國政府的幫助下，卡布斯指挥忠于自己的陆军官兵发动宫廷政变，推翻了其父亲的保守政權，并把国名由马斯喀特苏丹国改为阿曼苏丹国。他隨後在伊朗陸軍和英國皇家空軍的協助下，擊敗了來自南葉門的共產黨游击队。

## 阿曼苏丹

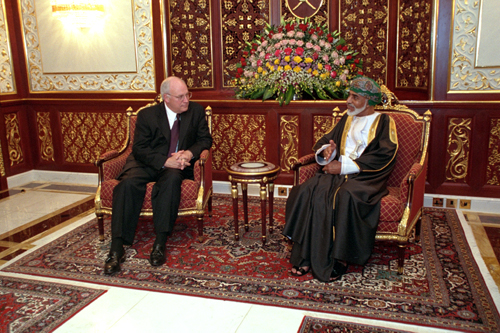
2002年，卡布斯在塞拉萊會見美國副總統迪克·切尼

卡布斯即位后，在国内推行现代化进程，从此阿曼发生巨大变化。卡布斯的政府是屬於君主專制制度，與鄰國沙烏地阿拉伯不同的是，他的決定不須經過其他皇室成員的討論。但是他即位后也在一定程度上放宽了对人民的统治，如允许报纸存在，也保障了宗教自由，并建立了高等学校。凭借石油资源，阿曼成为中等繁荣的海湾国家，修建高速公路，建设饭店和购物中心，并建立了社会福利体系。1973年，在卡布斯的要求下，英军撤出阿曼，阿曼从此结束了身为英国保护国的地位。

## 个人生活
卡布斯对阿曼传统音乐很有兴趣，并组建了120人的御用乐队。卡布斯于1976年同其叔叔赛义德·泰穆尔·阿勒赛义德的女儿卡米拉结婚，1979年就离婚，没有子嗣。

## 王位继承
有别于其他中东王室，卡布斯并未有公开指定继承人。阿曼宪法规定苏丹的继承人必须在三天内继位。如果王室委员会不能一致同意新苏丹的身份，苏丹卡布斯留有他选择的继承人名字的信件应在多名高官面前被打开。评论认为卡布斯此举旨在避免王室成員间的权力斗争。
2020年1月11日，卡布斯的堂弟海賽姆·本·塔里克·阿勒賽義德在阿曼委员会上宣誓成为阿曼苏丹。据报道，阿曼王室未能就新苏丹达成共识，开启信封後，海賽姆是卡布斯生前选择的继承人。